# Howdenia minutissima
Howdenia minutissima är en skalbaggsart som beskrevs av Wittmer 1988. Howdenia minutissima ingår i släktet Howdenia och familjen Phengodidae. Inga underarter finns listade i Catalogue of Life.